# Bailly-Romainvilliers
Bailly-Romainvilliers este o comună franceză situată în departamentul Seine-et-Marne, în regiunea Île-de-France.
Comuna face parte din sectorul IV al orașului nou Marne-la-Vallée, denumit Val d'Europe.
Se află în apropierea parcului tematic Disneyland Paris.

## Geografie

### Comune limitrofe
| Magny-le-Hongre | Magny-le-Hongre        | Coutevroult            |
| Magny-le-Hongre |                        | Coutevroult            |
| Serris          | Villeneuve-Saint-Denis | Villeneuve-Saint-Denis |

### Hidrografie

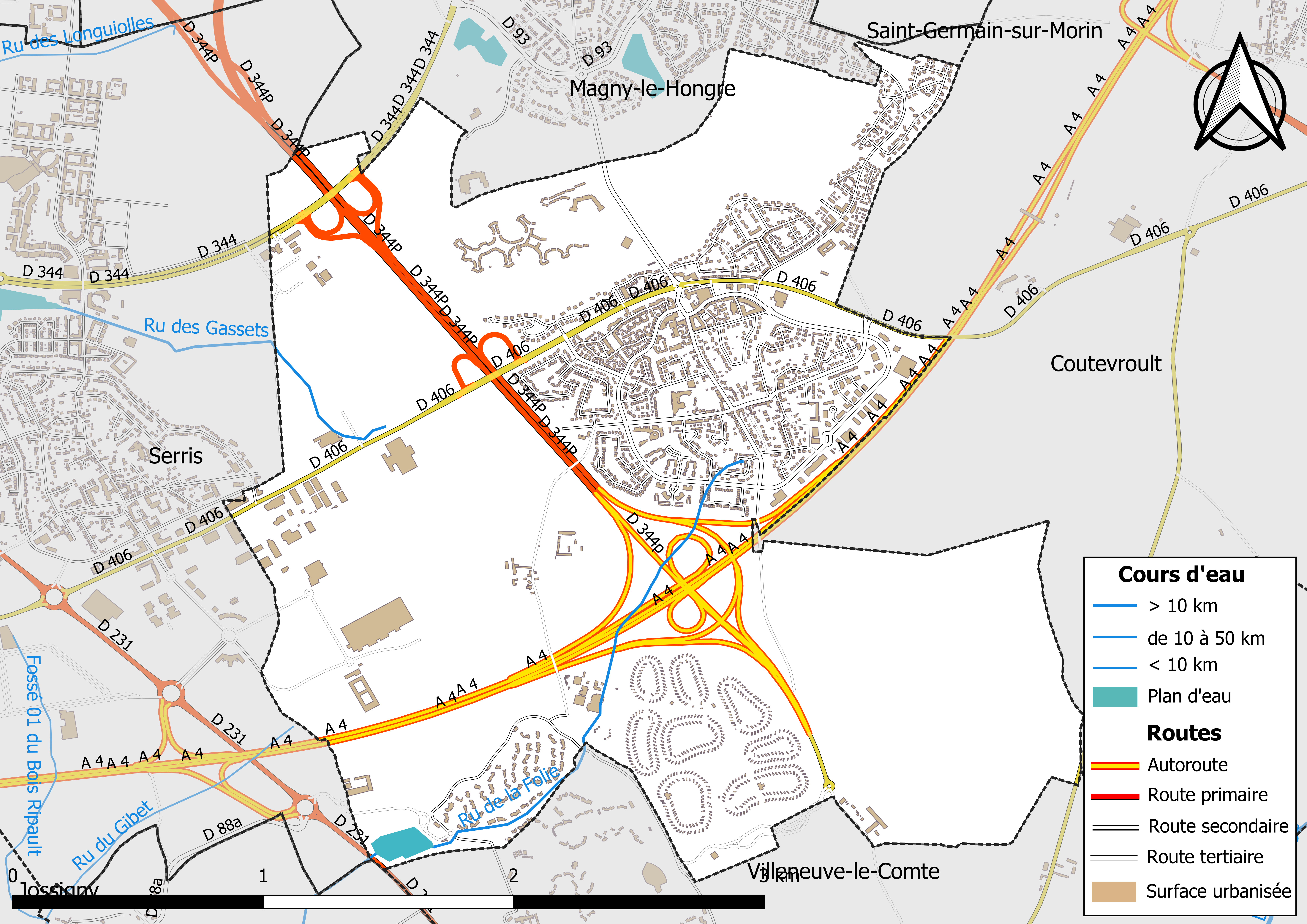
Hartă a rețelelor hidrografice și rutiere ale comunei Bailly-Romainvilliers.

Sistemul hidrografic al comunei este alcătuit din două cursuri de apă înregistrate:
- pârâul Folie[5], cu o lungime de 9,81 km, afluent al pârâului Hotte[6];
- pârâul Gassets[7], cu o lungime de 5,01 km, afluent al râului Gondoire[8].

Lungimea totală a cursurilor de apă de pe teritoriul comunei este de 3,1 km.

### Climă
În 2010, clima comunei este de tip oceanic degradat al câmpiilor din Centru și Nord, conform unui studiu al Centrului Național de Cercetare Științifică (CNRS) bazat pe o serie de date care acoperă perioada 1971-2000. În 2020, Météo-France publică o tipologie a climei Franței metropolitane, în care comuna este expusă unei clime oceanice alterate și se află în regiunea climatică Nord-Est a bazinului Parisian, caracterizată printr-un nivel redus de însorire, precipitații medii distribuite regulat pe parcursul anului și ierni reci (3 °C).
Pentru perioada 1971-2000, temperatura anuală medie este de 11,4 °C, cu o amplitudine termică anuală de 15,5 °C. Cumulul anual mediu de precipitații este de 713 mm, cu 11,1 zile de precipitații în ianuarie și 7,1 zile în iulie. Pentru perioada 1991-2020, temperatura medie anuală observată la stația meteorologică Météo-France cea mai apropiată, situată în comuna Torcy la 12 km distanță, este de 12,0 °C, iar cumulul anual mediu de precipitații este de 652,9 mm.
Pentru viitor, parametrii climatici estimati pentru comună pentru anul 2050, conform diferitelor scenarii de emisii de gaze cu efect de seră, pot fi consultati pe un site dedicat publicat de Météo-France în noiembrie 2022.

## Urbanism

### Tipologie
La 1 ianuarie 2024, Bailly-Romainvilliers este clasificată drept mare centru urban, conform noii grile comunale de densitate în șapte niveluri, definită de INSEE (Institutul Național de Statistică și Studii Economice) în 2022. Comuna face parte din unitatea urbană Bailly-Romainvilliers, o aglomerație intra-departamentală formată din paisprezece comune, al cărei oraș principal este Bailly-Romainvilliers. În plus, comuna face parte din aria metropolitană a Parisului, fiind una dintre comunele de la periferie, această zonă reunind 1.929 de comune.

### Utilizarea terenurilor
În 2018, teritoriul comunei se repartiza în 47,7 % terenuri arabile, 20,9 % zone urbanizate, 17,6 % spații verzi artificializate neagricole, 7,2 % păduri și 6,5 % zone industriale comercializate și rețele de comunicație.

### Căi de comunicație și transporturi

#### Căi rutiere
Comuna este deservită de autostrada A4, cu ieșirea 14 Bailly-Romainvilliers: Marne-la-Vallée – Val d’Europe, Parcurile Disney, Bailly-Romainvilliers, Centrul Comercial Regional.
La nordul comunei se află DR34, un bulevard circular care înconjoară comunele din Val d’Europe.

#### Căi feroviare
La 6 km sud-vest de primăria din Bailly-Romainvilliers se află gara Val d'Europe, deservită de linia A a RER-ului.
La 6 km nord-vest de primărie se află gara Marne-la-Vallée – Chessy, deservită atât de linia A a RER-ului, cât și de trenuri TGV.

## Toponimie
Bailly este atestat sub diverse forme: Bailli în jurul anului 1172; Baalliacum în 1228; Baailli în 1242; Baali și Baalli în 1250; Ecclesia de Bailliaco în 1334; Bailliacum în 1363; Balli în 1450; „Le prieur de Nostre Dame de Bailly ou pays de Brye” în 1487; Bailly en Brie în 1548; Bally en Brye în 1550. Acest toponim poate deriva din franceza veche baille, care înseamnă „împrejmuire”. În epoca galo-romană, era vorba de un vicus (așezare rurală) format dintr-un dreptunghi de locuințe în jurul unei villa aparținând unui demnitar, care ar fi purtat numele Batallius. La acest nume s-a adăugat sufixul -acum, specific localizării și proprietății.
Romainvilliers este atestat sub diverse forme de-a lungul timpului: Beata Maria de Ramainvillare în 1177; Ramerviler în 1217; Territorium de Ramato Villari în 1260; Ramevillare in Bria în 1311; Rameviller en Brie în 1311; Ramatum Villare în 1326; Ramainvillier en Brie în 1350; Ramosum Villers în 1450; „A Remevillier, un loc unde se afla odinioară o casă, o șură, stâne și grajduri, locuri care sunt acum în ruină și fără valoare” în 1517; Rominvillier în 1551; Ramivilliers (parohia Bailly en Brye) în 1569; Ramanvilliers în 1575; Hermainvilliers în 1690 (harta Jaillot); Romainvilliers în 1780.

## Istorie

### Evul Mediu

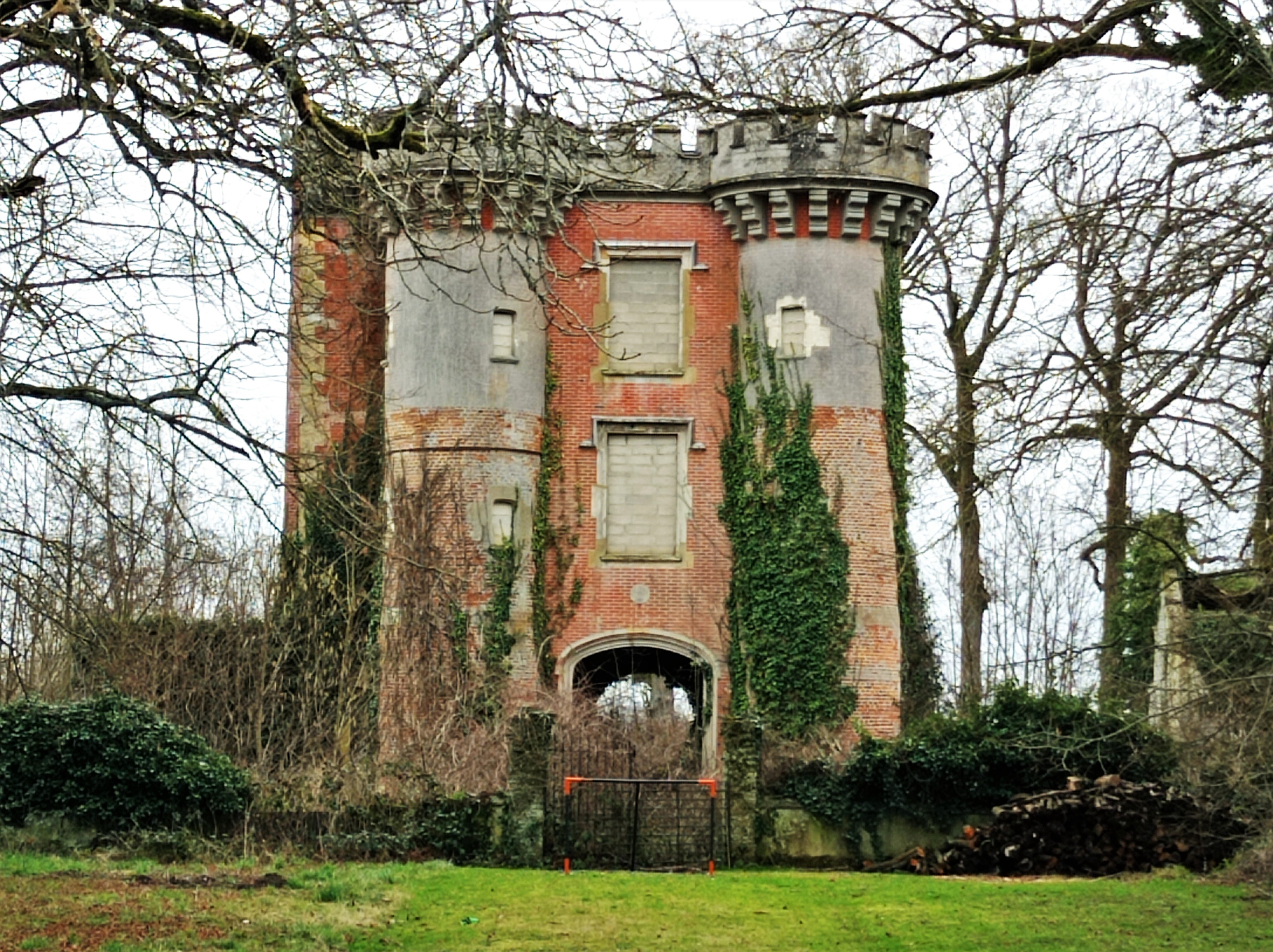
Castelul din Bailly

La mijlocul secolului al XII-lea se ridica un priorat sub numele de Bosco (care înseamnă „pădure”), acesta fiind originea satului Bailly.
Fosta parohie Romainvilliers și-a transferat sediul la Bailly în secolul al XIII-lea, iar prioratul du Bois a preluat denumirea de „Baila”, din latina târzie și din provensală, având sensul de grijă, pază, protecție. Mai întâi, Bailly s-a dezvoltat.
Nu există niciun document care să permită stabilirea exactă a datei construirii bisericii ridicate la Bailly. La sfârșitul secolului al XV-lea, acest edificiu este menționat sub numele de Notre-Dame de la Condre. Bailly păstrează de asemenea vestigiile unui vechi castel construit în secolul al XIV-lea, reședință a unei seniorii destul de importante, care se întindea până la Serris. Acest elegant castel din secolul al XIV-lea devine, trei sute de ani mai târziu, proprietatea amiralului Tourville (1642–1701).

### Revoluția franceză și Imperiul
În timpul Revoluției franceze, fermele și bunurile aparținând seniorilor și Bisericii au fost vândute. Castelul a fost distrus; din el nu mai rămân decât câteva vestigii (șanțuri de apărare, turnuri, ziduri vechi), ferma Donjon, ferma Valois și casele din cătun.

### Epoca contemporană
Până în 1864, sediul comunei se afla la Bailly, unde se găseau biserica, castelul și marile ferme. Romainvilliers, devenit un simplu cătun izolat, păstrează totuși o capelă de devoțiune (Notre-Dame), care, după ce este modificată, devine mai târziu o fermă numită „ferma Saint-Blandin”.
La începutul secolului al XX-lea, a fost construit un drum care lega Coulommiers de Paris, trecând prin Romainvilliers. Datorită acestei noi căi de comunicație, cătunul Romainvilliers s-a dezvoltat. Aici se construiește primăria, care servea și ca școală, iar o piață mare și mai multe magazine se stabilesc în zonă. Romainvilliers devine astfel reședința comunei, iar Bailly devine un cătun.
Creat cu scopul de a contribui la echilibrarea dezvoltării regionale către est, orașul nou Marne-la-Vallée s-a dezvoltat, de aproape 25 de ani, dinspre vest spre est și se întinde astăzi pe 25 km de-a lungul a două axe de transport: autostrada A4 și linia A a RER-ului.
Structura sa instituțională este foarte fragmentată (patru sectoare de amenajare, trei intercomunalități, 26 de comune, două instituții publice de amenajare) iar dezvoltarea sa teritorială este puțin omogenă. Astfel, cele două centre urbane principale (Noisy-le-Grand și Val d'Europe) sunt situate la cele două extremități ale teritoriului.
La mijlocul anilor 1980, compania Walt Disney Company căuta să își extindă activitățile la nivel mondial, în special în Europa, punând în aplicare un nou concept de dezvoltare imobiliară asociată parcurilor de distracții. Dincolo de o strategie de imagine, scopul era de a profita de plusvalorile funciare generate de prezența parcului și de cadrul de viață asociat.
În această perspectivă, situl Marne-la-Vallée, împărțit în patru sectoare, oferea avantajele apropierii de piața pariziană și al disponibilităților funciare. Astfel, Disney s-a implantat chiar în inima Sectorului IV din Marne-la-Vallée, în același timp în care lua naștere sindicatul de aglomerație nouă (SAN) Les Portes de la Brie, redenumit în 2001 SAN du Val d'Europe.
În acest context, orașul Bailly-Romainvilliers a cunoscut o dezvoltare urbană și demografică rapidă, trecând de la 371 locuitori în 1975 la 609 în 1990, 3 395 în 1999, 5 421 în 2006, 5 458 în 2007 și 5 444 la 1 ianuarie 2009. Această populație se remarcă în special prin tinerețea și dinamismul ei: 80 % dintre locuitori au sub 40 de ani, iar aproape unul din cinci este elev la grădiniță sau învățământ primar.
În fața acestei dezvoltări, comuna se adaptează constant, oferind noi servicii și echipamente publicului. De asemenea, trebuie să le conceapă într-un mod evolutiv, pentru a putea răspunde permanent nevoilor unei populații care va înceta în curând să mai crească.
Într-adevăr, în timp ce Val d'Europe numără în prezent aproximativ 18 500 de locuitori, obiectivul este ca, în orizontul anului 2015, să se ajungă la o aglomerație de aproximativ 35 000 de locuitori. Până la acel moment și la finalul dezvoltării sale, Bailly-Romainvilliers ar urma să numere în jur de 8 000 de locuitori.
Cu toate acestea, în ciuda evoluției sale, Bailly-Romainvilliers a reușit să își păstreze „sufletul” de sat, iar atmosfera și spiritul care domină aici nu au nimic în comun cu imaginea impersonală pe care o transmit multe orașe noi. Atașamentul față de trecutul său și patrimoniul local sunt elemente esențiale ale acestui fenomen.
Bailly-Romainvilliers are, din acest punct de vedere, o particularitate destul de rară și originală: toate denumirile străzilor fac referire la toponime locale și la graiul briard. De exemplu, denumirile unor străzi nou create sunt: Flutiaux (pajiști prost cosite), Tahuriau (nor de furtună) sau Binaille (perioada semănatului grâului).

## Populația și societatea

### Date demografice
Evoluția numărului de locuitori este cunoscută prin recensămintele populației efectuate în comună începând din 1793. Pentru comunele cu mai puțin de 10 000 de locuitori, un recensământ al întregii populații este realizat la fiecare cinci ani, populațiile legale pentru anii intermediari fiind estimate prin interpolare sau extrapolare.
În 2022, comuna număra 7 049 locuitori, în scădere cu -6,81 % față de 2016 (Seine-et-Marne: +3,92 %, Franța fără Mayotte: +2,11 %).
| An        | 1793 | 1806 | 1841 | 1861 | 1876 | 1886 | 1901 | 1921 | 1936 | 1962 | 1982 | 2006  | 2014  | 2022  |
| --------- | ---- | ---- | ---- | ---- | ---- | ---- | ---- | ---- | ---- | ---- | ---- | ----- | ----- | ----- |
| Populație | 319  | 305  | 311  | 337  | 314  | 283  | 243  | 208  | 220  | 232  | 402  | 5 421 | 7 437 | 7 049 |

## Cultură locală și patrimoniu

### Locuri și monumente
- Biserica Notre-Dame-de-l'Assomption, situată în vechiul Bailly.
- Comuna se află la doar câțiva kilometri de complexul turistic Disneyland Paris.
- Centrul acvatic Val d'Europe, situat pe teritoriul comunei Bailly-Romainvilliers, a fost inaugurat în 2012.
- Golf Disneyland este amplasat pe teritoriul comunelor Bailly-Romainvilliers și Magny-le-Hongre.
- Pe teritoriul comunei se află satul de vacanță Marriott's Village d'Île-de-France, inaugurat în 2003, cu 202 apartamente.
- În 2017 a fost inaugurat în comună Villages Nature Paris, un sat de vacanță de ecoturism dezvoltat de Pierre & Vacances – Center Parcs și Euro Disney, axat pe activități recreative acvatice.